# Шри Гопинатх Гаудия Матх
Шри Гопина́тх Гауди́я Матх (ШГГМ) (англ. Sri Gopinatha Gaudiya Math) — международная индуистская гаудия-вайшнавская организация, основанная Бхакти Прамодом Пури Госвами в 1989 году в Пури (Орисса, Индия).
Бхакти Прамод Пури Госвами (1898—1999), прежде деятель Гаудия-матха, стал принимать учеников очень поздно, тогда же основав свою монашескую организацию. После смерти в 1999 году, Шри Гопинатх Гаудия Матх возглавил Бхакти Бибудха Бодхаян Госвами.
В России ШГГМ с 1994 года. В 1998 году в Москве открыт ашрам «Шри Винода Ванисевабхаван».